# Raghu Rai

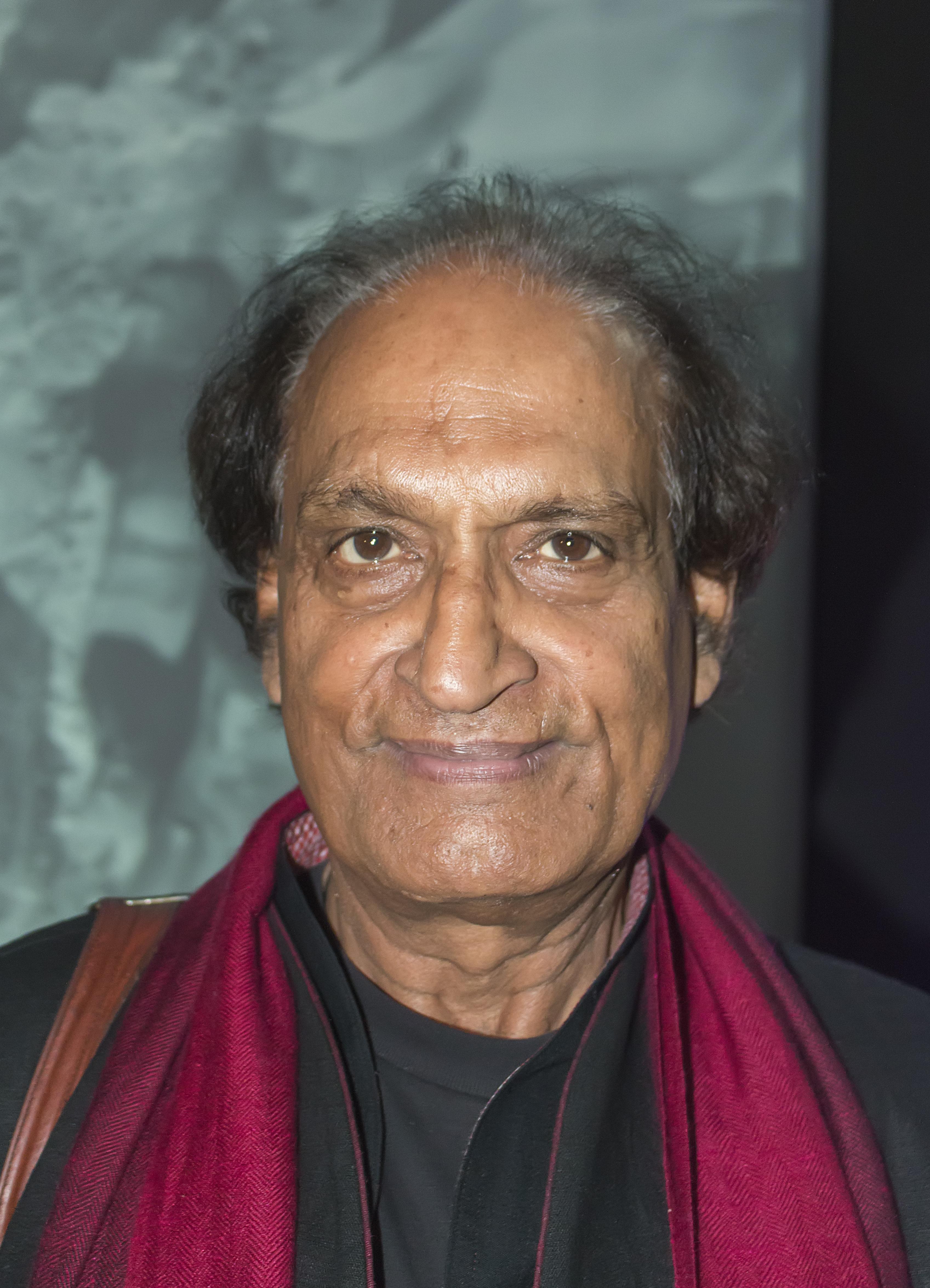
Raghu Rai

Raghu Rai (Panjabi ਰਘੂ ਰਾਏ; * 18. Dezember 1942 in Jhang, Punjab, Britisch-Indien) ist ein indischer Fotograf und Fotojournalist. Er begann seine Karriere 1965 und wurde zu einem der einflussreichsten Fotografen seines Landes. Für sein Lebenswerk wurde er im Jahr 1972 mit dem Padma Shri (vierthöchster indischer Zivilorden) ausgezeichnet. Sowie 1992 als „Fotograf des Jahres“, für seine Arbeit „Human Management of Wildlife in India“, das im National Geographic Magazine veröffentlicht wurde.

## Leben
Raghunath Rai Chowdhry wurde 1942 in Jhang in der Provinz Punjab geboren. Mit 23 Jahren widmete er sich in den 1960er Jahren nach seiner Ausbildung zum Bauingenieur der Fotografie zu. Seine Affinität zur Fotografie bekam er durch seinen älteren Bruder, der bereits als etablierter Fotograf tätig war. Er arbeitete seit 1966 für die Zeitung The Statesman in Neu-Delhi. 1976 beendete er seine Tätigkeit für diese Zeitung und arbeitete freiberuflich. Henri Cartier-Bresson ernannte ihn 1977 zum Mitglied der renommierten Agentur Magnum Photos. Von 1982 bis 1992 arbeitete Rai für das Magazin India Today als fotografischer Direktor. Besonders bekannt wurde er durch seine Fotos des Bhopalunglücks, das er im Auftrag von Greenpeace International dokumentierte. Von 1990 bis 1997 war er Mitglied der Jury von World Press Photo.
Rai lebt und arbeitet in Neu-Delhi. Einzelausstellungen seiner Werke waren 1997 und 2008 in der National Gallery of Modern Art in Neu-Delhi, 2001 im Bunkamura in Tokio und 2004 in den Musei Capitolini in Rom zu sehen. Daneben wurden seine Fotografien auch in Mailand im Museo Civico di Storia Naturale di Milano, in der Fotogalerie CoalMine in Winterthur, im Centro Cultural Recoleta in Buenos Aires, in der Prager Leica Gallery und auf dem Fotofestival Rencontres d’Arles gezeigt.

## Auszeichnungen
- 1972: Padma Shri
- 1993: Fotograf des Jahres